# Деревій подовий
Деревій подовий (Achillea micranthoides) — вид рослин родини айстрові (Asteraceae), ендемік півдня України.

## Опис
Багаторічна рослина 15–40 см заввишки. Листя довгасто-еліптичне. Запушення розсіяне, з довгих хвилястих волосків. Є стрижневий корінь, підземні пагони короткі. Кошики на довгих ніжках, у нещільних щитках. Язички крайових квіток 0.5–1 мм довжиною.

## Поширення
Вид є Ендеміком півдня України.
В Україні зростає в степових зниженнях (подах) — у Лівобережній Степу, нечасто. Входить у перелік видів, які перебувають під загрозою зникнення на території Запорізької області.